# Aphelochaeta aequiseta
Aphelochaeta aequiseta är en ringmaskart som först beskrevs av Hartmann-Schröder 1962.  Aphelochaeta aequiseta ingår i släktet Aphelochaeta och familjen Cirratulidae. Inga underarter finns listade i Catalogue of Life.